# Keyside-Klasse
Als Keyside-Klasse (englisch Keyside class; deutsche Übersetzung etwa Klasse der Schlüsselmuster-Ränder) wird eine Klasse attisch-schwarzfiguriger Oinochoen bezeichnet, die am Ende des 6. und zu Anfang des 5. Jahrhunderts v. Chr. gefertigt wurde. Das namengebende ungewöhnliche Schlüsselmuster wurden jedoch nur bei zweien der verzierten Vasen als Randornament aufgemalt. 
Die Maler, die diese Gefäße dekorierten, arbeiteten noch in der schwarzfigurigen Technik, als die rotfigurige Technik sich bereits überwiegend durchgesetzt hatte. 